# André Moreira
André Campos Moreira (Ribeirão, Portugal, 2 de diciembre de 1995) es un futbolista portugués. Juega de portero y su equipo es el Al-Raed de la Liga Profesional Saudí.

## Trayectoria

### Comienzos
André comenzó su carrera futbolística en el G. D. Ribeirão en la II Divisão, que es la tercera liga más importante de Portugal.

### Moreirense
André llegó al Moreirense F. C. en agosto de 2014 cedido por el Atlético de Madrid. El equipo rojiblanco lo cedió tras ficharlo procedente del G. D. Ribeirão antes incluso de debutar. De esta manera el club madrileño busca que André disfrute de minutos en un equipo de una gran liga europea.

### OS Belenenses
En julio de 2016 el Atlético de Madrid lo cedió al C. F. Os Belenenses para el curso 2016-17 pero en agosto de 2016 es reclamado de nuevo por la lesión de Miguel Ángel Moyá.

### Sporting de Braga
En julio de 2017 fue el Sporting de Braga quien logró su cesión.

### OS Belenenses
En enero de 2018 se dio por concluida su cesión al Sporting de Braga y se fue cedido al Os Belenenses.

### Aston Villa
En agosto de 2018 se fue cedido al Aston Villa.

### Feirense
En enero de 2019 se dio por concluida su cesión al Aston Villa y se fue cedido al Feirense.

## Selección nacional
André ha sido el portero titular de la selección portuguesa sub-19.